# Älekulla
Älekulla är kyrkbyn i Älekulla socken och en småort i Marks kommun. 

## Namnet
Ortens namn kommer förmodligen av orden "äle" (aldunge) och "kulle" och den omnämns första gången 1530 som Ællekwlle.

## Samhället
Den årliga marknaden "Skållared Marten", med flerhundraåriga traditioner har sin marknadsplats i den del av byn som heter Skållared. På Skållared Marten köptes och såldes tidigare boskap, vilket numera inte är tillåtet.
Älekulla kyrka är ursprungligen från tidig medeltid men har byggts till eller om vid ett flertal tillfällen sedan dess.

## Idrott
Fotbollslaget Älekulla IF är sedan 2008 hopslaget med Torestorps IF till den nya klubben  "TÄFF" alltså, Torestorp/Älekulla FF. De spelar sina hemmamatcher på anrika Välbyvallen.